# Karb (Bytom)
Karb (niem. Karf) – dzielnica Bytomia, położona w południowo-zachodniej części miasta. Dawna kolonia robotnicza, przyłączona do Bytomia 1 kwietnia 1951 roku; do 1875 roku część Miechowic.

## Etymologia nazwy
Pochodzenie nazwy Karb wywodzono od różnych słów (np. „kar” w znaczeniu wąwóz, kotlina), którym próbowano przypisać znaczenie związane z osadą. Pochodzenie od słowa:
- „karp” wiązano z hodowlą ryb, głównie karpia
- „karw” (stpl. wół) wiązano z rolniczym charakterem miejscowości i wypasem bydła
- „karb” tłumaczono działalnością komory celnej, która karbowała (znaczyła) liczbę przejeżdżających wozów[4].

## Historia
W 1451 wzmiankowano staw Karwia, a w 1455 roku wspomniano o dwóch stawach, prowadzono hodowlę ryb prawdopodobnie do XVIII wieku. Na początku XIX wieku w osadzie znajdowało się niewiele zabudowań, była tam m.in. gospoda z końca XVIII wieku, zagroda oraz pola uprawne. Franz Aresin sprowadził do Karbia osadników, których potrzebował do tworzonej w Miechowicach kopalni galmanu Maria (kopalnia została uruchomiona w 1823 roku). Zabudowania powstawały głównie wokół skrzyżowania dróg biegnących od Miechowic do Bytomia oraz z Rudy do Tarnowskich Gór. W 1850 roku przez Karb poprowadzono kolejową linię normalnotorową (zob. stacja Bytom Karb), w 1854 roku otwarto dwie linie kolei wąskotorowej. Na północ od Wzgórza Gryca znajdowała się kopalnia piasku, pozostałości po niej można było dostrzec jeszcze w latach 90. XX wieku. Działalność górnicza oraz rozwój transportu doprowadziły do rozwoju kolonii i przyrostu liczby mieszkańców.
Karb należał do wsi Miechowice jako jej kolonia, został od niej odłączony w 1875 roku i utworzył samodzielną gminę, w tymże roku kolonia liczyła 48 właścicieli domów.
Karb na początku XX wieku był kolonią robotniczą, mieszkali w nim pracownicy huty żelaza Julia oraz kopalni węgla kamiennego Bobrek. W okresie powstań i plebiscytu jedną z bardziej aktywnych działaczek w Karbiu była Monika Miglancowa, radna i inicjatorka protestu, w konsekwencji którego Karb jako pierwsza gmina na Górnym Śląsku uzyskała pozwolenie na dodatkowe lekcje w języku polskim.
Karb od 1928 do 1951 roku należał do gminy Bobrek-Karb, 1 kwietnia 1951 roku został włączony do Bytomia.
Na skutek działalności wydobywczej w Karbiu doszło do licznych szkód górniczych, przez co wyburzono kilka budynków mieszkalnych, zamknięto m.in. restaurację McDonald’s.

## Obiekty na terenie dzielnicy

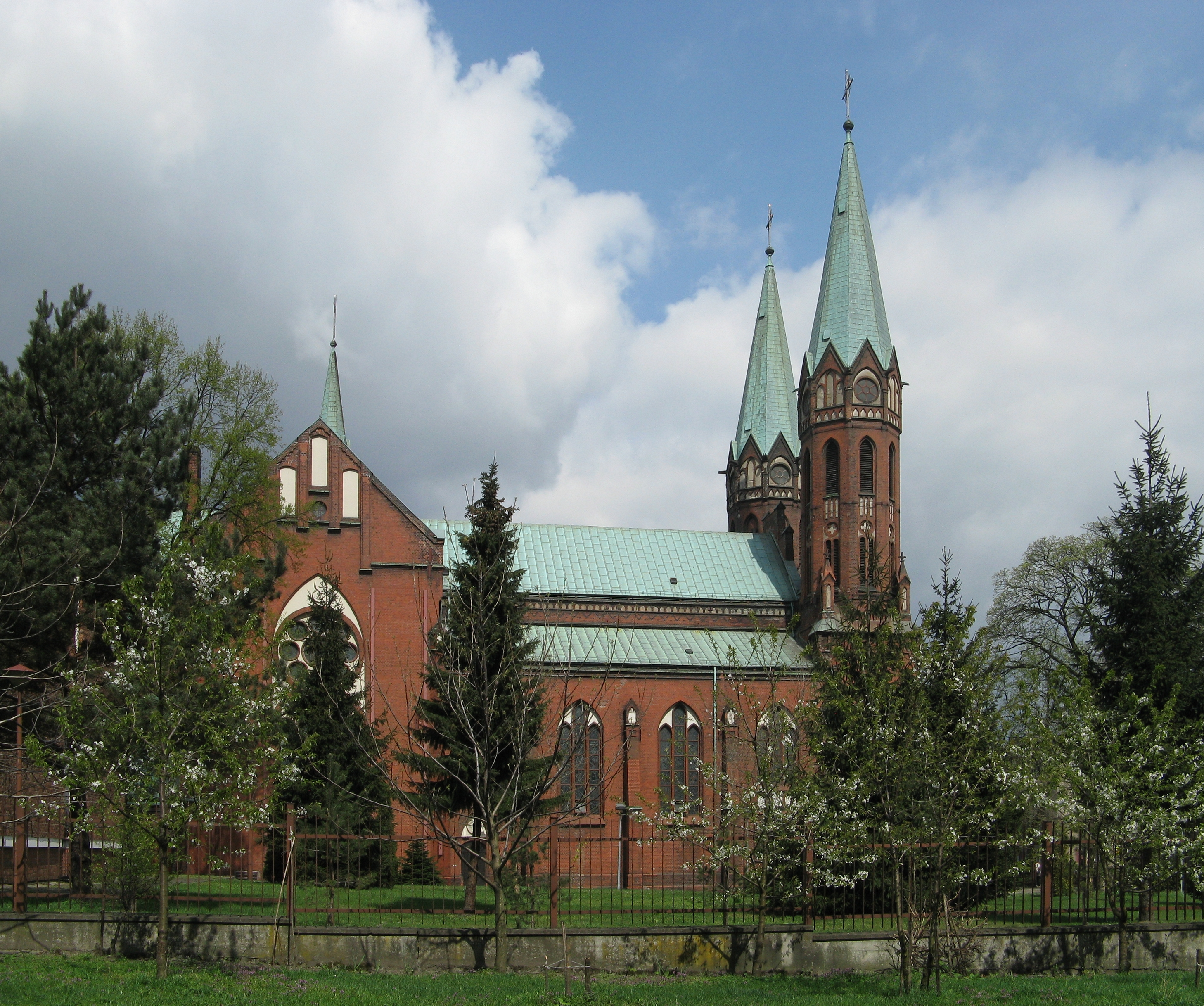
Kościół pw. Dobrego Pasterza w 2018 roku

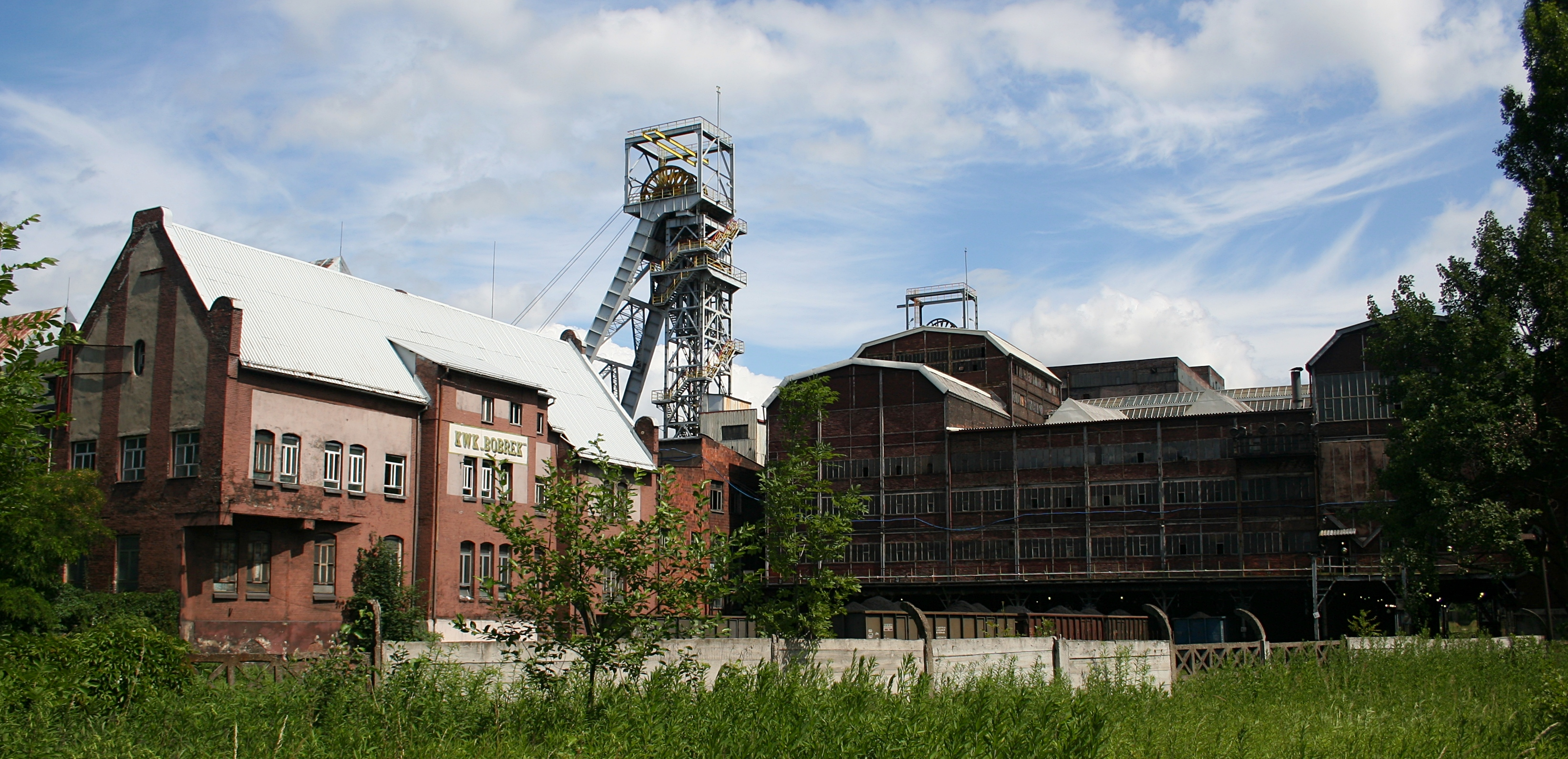
Zabudowania kopalni węgla kamiennego Bobrek-Centrum w 2011 roku

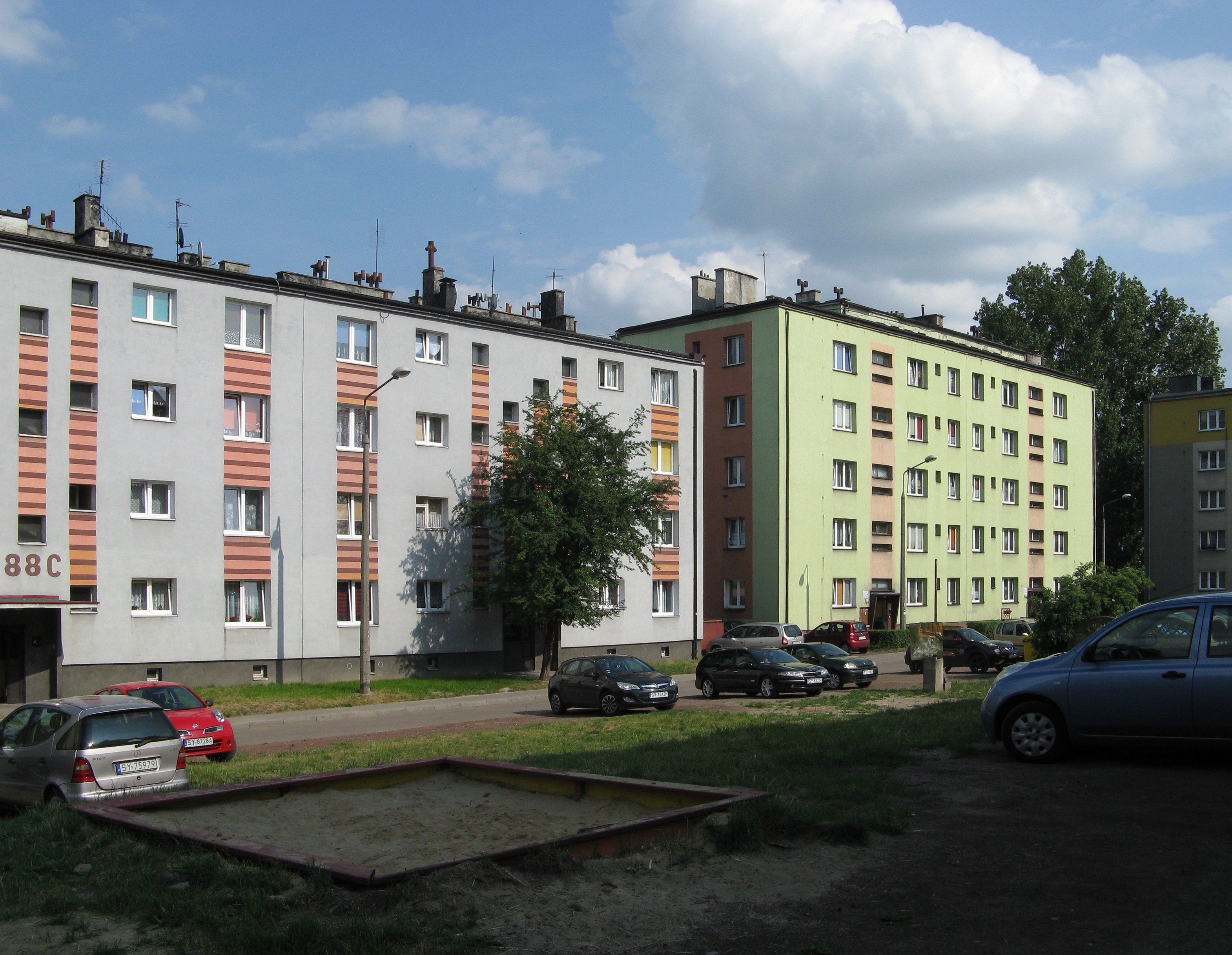
Bloki przy ulicy Konstytucji 88 w 2018 roku

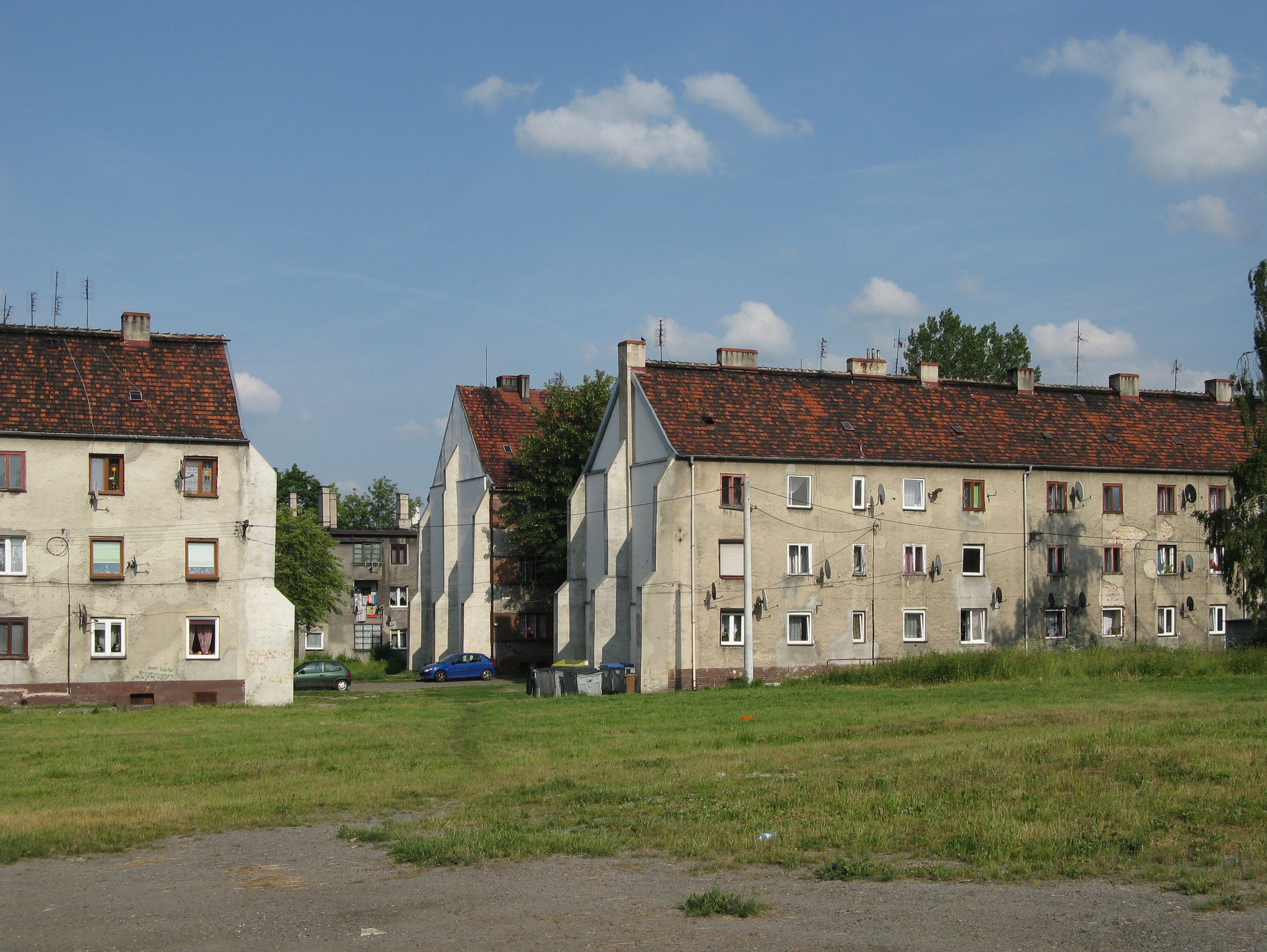
Budynki przy ul. Krańcowej, widoczne przerwy w ciągu zabudowy po wyburzonych obiektach pod numerami 7 i 6, stan na 2018 rok

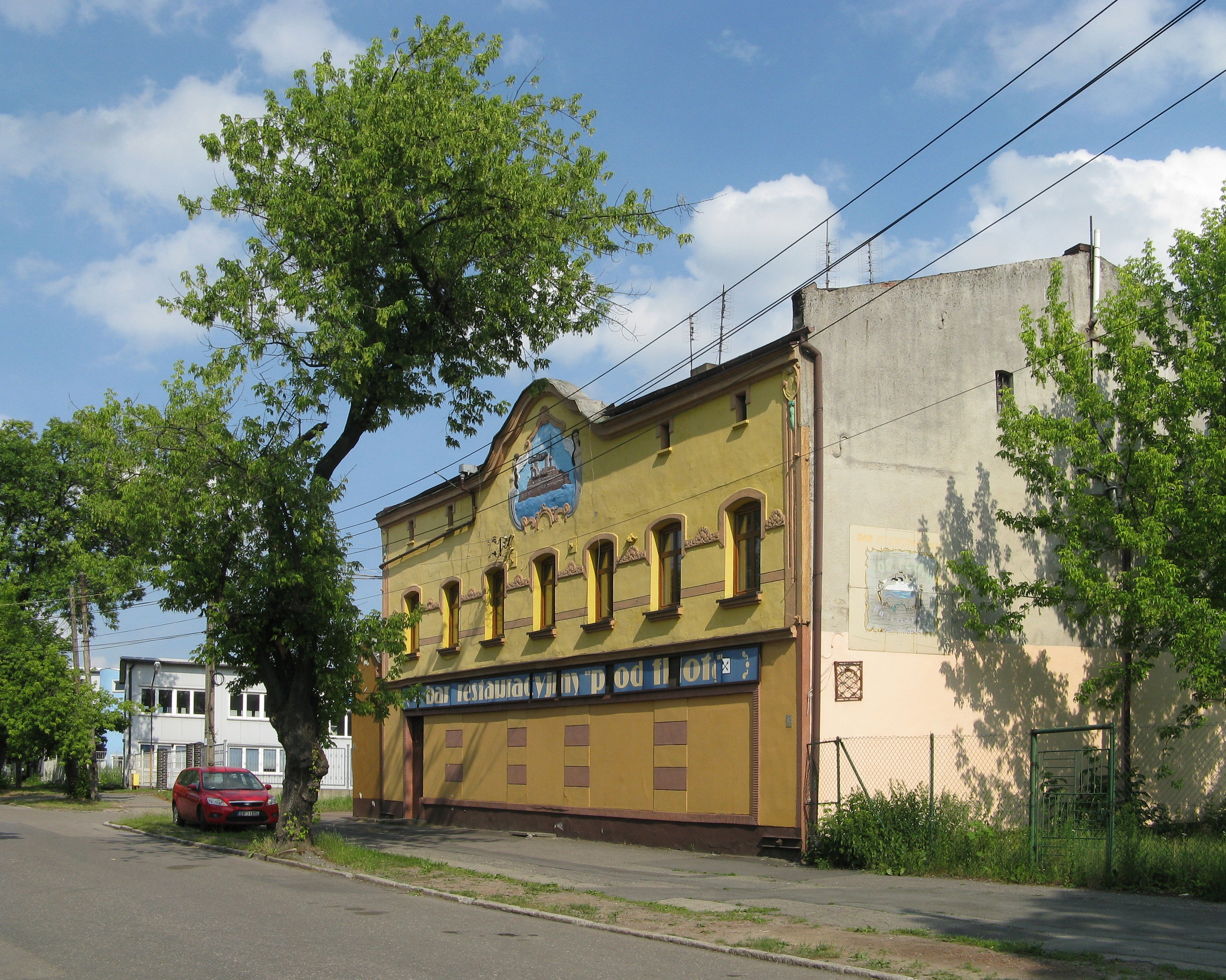
Budynek baru restauracyjnego „Pod Flotą” w 2018 roku

Dzielnicę przecina droga krajowa nr 94.
Na terenie Karbia znajdują się:
- Kopalnia Węgla Kamiennego Bobrek-Piekary
- zabytkowy neogotycki kościół pw. Dobrego Pasterza z 1909 roku
- dom zakonny wspólnoty Zgromadzenia Sióstr Służebniczek Najświętszej Maryi Panny Niepokalanie Poczętej
- kaplica pw. Niepokalanego Poczęcia NMP w Domu Sióstr Służebniczek NMP Niepokalanie Poczętej (ul. ks. Popiełuszki 6).
- kaplica pogrzebowa na cmentarzu przy ul. ks. Popiełuszki
- stacja kolejowa Bytom Karb obsługująca do pociągi osobowe relacji Katowice-Lubliniec
- Cmentarz parafialny przy ul. ks. Popiełuszki
- Centrum Handlowe Plejada Bytom
- Przedszkole nr 36 w Bytomiu
- Gimnazjum nr 8 im. J. Korczaka w Bytomiu
- Szkoła Podstawowa nr 21 im. J. Lompy w Bytomiu
- Towarzystwo Społeczno-Kulturalne Niemców Województwa Śląskiego, koło Karb
- Młodzieżowy Dom Kultury nr 2
- Park im. Marii Konopnickiej